# جعفرخان، ساعتلی
جعفرخان، ساعتلی (به ترکی آذربایجانی: Cəfərxan) یک منطقهٔ مسکونی در جمهوری آذربایجان است که در شهرستان ساعتلی واقع شده‌است. جعفرخان ۳۷۵ نفر جمعیت دارد.